# Wereldkampioenschap trial 2017 (vrouwen)

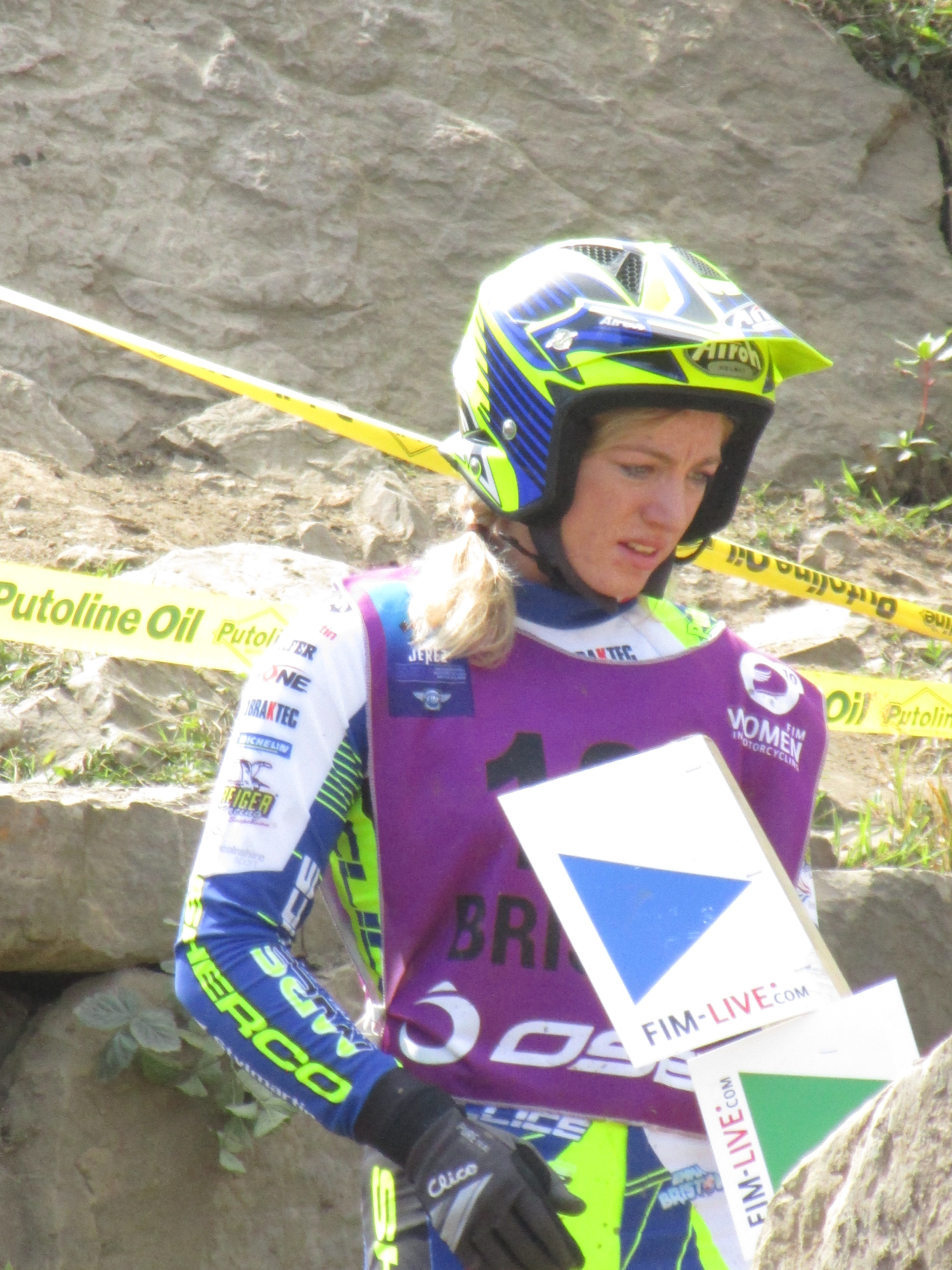
Wereldkampioene Emma Bristow

Het FIM-wereldkampioenschap trial 2017 voor vrouwen werd tussen 28 juli en 17 september gereden, waarbij de rijders in vier wedstrijden verdeeld over drie landen uitkwamen.
De Engelse titelverdedigster Emma Bristow won drie van de vier wedstrijden en prolongeerde daarmee haar wereldkampioenschap. Het zilver ging naar Sandra Gómez uit Spanje en brons werd met een knappe overwinning in de laatste wedstrijd opgeëist door de Duitse Theresa Bäuml.

## Klassement
| Nr. | Naam                | Land | USA Kingman 29 juli | USA Kingman 30 juli | CZE Sokolov 10 september | ITA Arco di Trento 17 september | Totaal |
| --- | ------------------- | ---- | ------------------- | ------------------- | ------------------------ | ------------------------------- | ------ |
| 1   | Emma Bristow        | GBR  | 20                  | 20                  | 20                       | 17                              | 77     |
| 2   | Sandra Gómez        | ESP  | 13                  | 17                  | 17                       | 15                              | 62     |
| 3   | Theresa Bäuml       | GER  | 17                  | 15                  | 5                        | 20                              | 57     |
| 4   | Berta Abellan       | ESP  | 15                  | 13                  | 8                        | 8                               | 44     |
| 5   | Ina Wilde           | GER  | 10                  | 9                   | 15                       | 9                               | 43     |
| 6   | Jessica Bown        | GBR  | 8                   | 10                  | 11                       | 13                              | 42     |
| 7   | Ingveig Håkonsen    | NOR  | 11                  | 7                   | 13                       | 7                               | 38     |
| 8   | Maria Giro          | ESP  | 9                   | 8                   | 10                       | 10                              | 37     |
| 9   | Huldeborg Barkved   | NOR  | 4                   | 4                   | 9                        | 11                              | 28     |
| 10  | Mireia Conde        | ESP  | 5                   | 11                  | 6                        | 4                               | 26     |
| 11  | Mette Fidje         | NOR  | 7                   | 5                   | 4                        | 5                               | 21     |
| 12  | Sara Trentini       | ITA  | 6                   | 6                   | 3                        | 3                               | 18     |
| 13  | Sarah Bauer         | GER  |                     |                     | 7                        | 6                               | 13     |
| 14  | Michelle Neukirchen | GER  | 3                   | 3                   | 2                        | 2                               | 10     |
| 15  | Mona Pekarek        | GER  | 2                   | 2                   |                          |                                 | 4      |

2005 · 
2006 · 
2007 · 
2008 · 
2009 · 
2010 · 
2011 · 
2012 · 
2013 · 
2014 · 
2015 · 
2016 · 
2017 · 
2018 · 
2019 · 
2020